# Palais Rose de l'avenue Foch

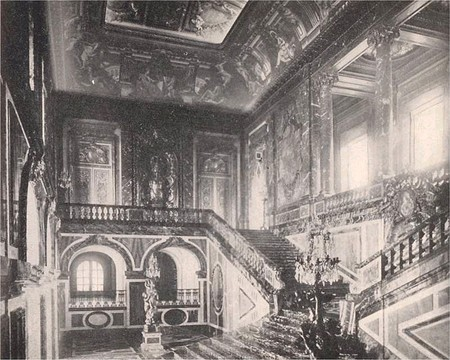
Hlavní schodiště paláce

Palais Rose de l'avenue Foch (česky Růžový palác na Avenue Foch) byl městský palác v Paříži. Nacházel se na ulici Avenue Foch v 16. obvodu.

## Historie
Hrabě Boniface de Castellane (1867–1932) a jeho manželka Anna Gould (1875–1961) koupili pozemky v roce 1895 a 1896 a nechali vystavět palác, inspirovaný Velkým Trianonem ve Versailles. Realizací byl pověřen architekt Ernest Sanson (1836–1918). Výstavba probíhala v letech 1896–1902. Budova byla moderně vybavena, dokonce i pokoje služebnictva měly centrální vytápění a tekoucí vodu. Manželé v paláci bydleli do roku 1906, kdy se rozvedli a manželka odjela do Spojených států. V letech 1940–1944 zde bydlel generál Carl-Heinrich von Stülpnagel, velitel pařížské posádky. Po válce si palác pronajímala francouzská vláda. V roce 1961 zemřela bývalá manželka hraběte de Castellane a její dědicové se rozhodli palác prodat. Uvažovalo se o zakoupení paláce státem nebo městy Paříží a Neuilly-sur-Seine pro vytvoření paláce kultury, jako sídlo čínského velvyslanectví, konferenčního centra, muzea 19. století (které bylo později zřízeno v bývalém gare d'Orsay), nebo jeho rozebrání a přenesení do Boulogneského lesíka. Každý z projektů by si vyžádal desítky miliónů franků.
V roce 1966 požádali dědicové o demoliční výměr a povolení ke stavbě luxusního obytného domu. Městský architekt navrhoval jako kompromis zachovat schodiště a fasádu na Avenue Foch, což bylo zamítnuto. V roce 1968 město Paříž odmítlo nabídku na odkoupení paláce a tak byl prodán developerské firmě. Většina vnitřního vybavení (oklady, dveře, římsy, krby, fontána v zahradě) byla zničena nebo rozebrána ještě před demolicí v roce 1969. Nový majitel zachránil jen části velkého schodiště a zahradního mramorového bazénu. Umělecké sbírky z paláce byly rozděleny mezi spoludědice a rozprodány.
V roce 1974 byla na místě paláce otevřena desetipodlažní luxusní rezidence s asi 90 byty, kterou navrhl dánský architekt Henrik Lassen.